# Pinocchio (1940)

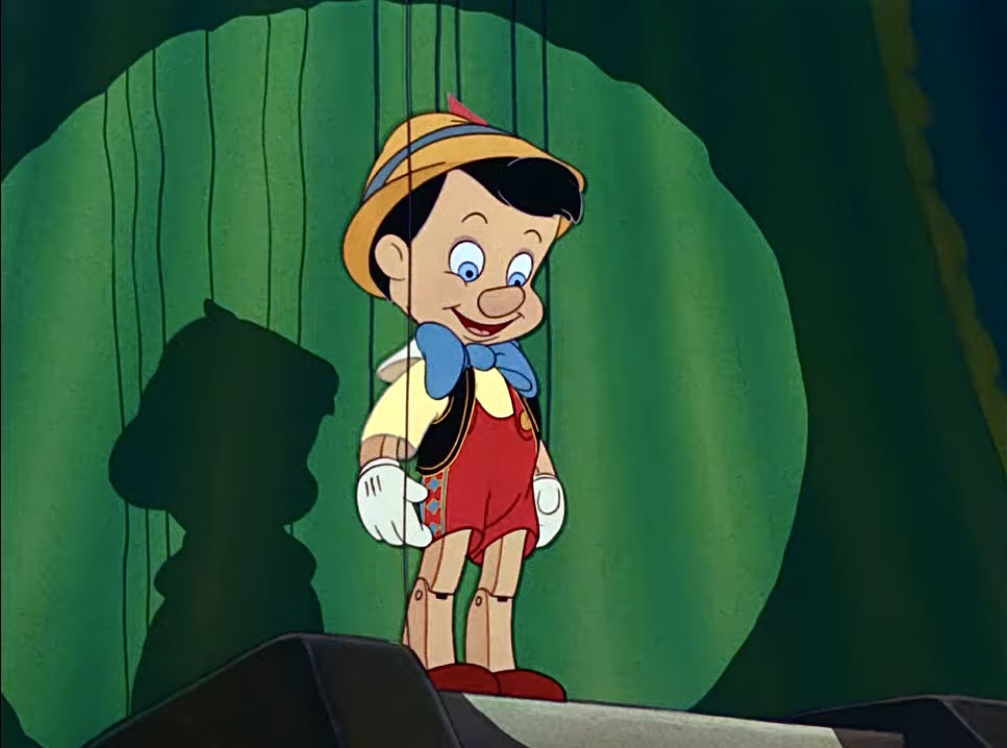
Pinocchio i filmen.

Pinocchio är en amerikansk animerad film från 1940 producerad av Walt Disney Productions, baserad på Pinocchios äventyr från 1881 av italienaren Carlo Collodi.

## Handling
Den snälle dockmakaren Geppetto, som lever i Italien i slutet av 1800-talet, önskar sig av hela sitt hjärta en son. En dag gör han en docka som han ger namnet Pinocchio. Pinocchio får sedan liv av en god fe. Fen lovar Pinocchio att han kan bli en riktig pojke om han visar att han är modig, ärlig och osjälvisk. Pinocchio lär sig snabbt hur världen går till med hjälp av sitt samvete, Benjamin Syrsa.
Han blir en dag kidnappad och utnyttjas på en teater för att den onde Stromboli skall få pengar. Pinocchio rymmer därifrån och är ute på egen hand i världen, och möter många faror. Efter alla faror bedömer fen att Pinocchio uppvisat mod, ärlighet och osjälviskhet, och förvandlar honom därför till en vanlig, mänsklig, pojke.

## Om filmen

### Produktion
Filmen tog två år att göra och fler än 750 animatörer arbetade med den.
Filmen hade premiär tre år efter Snövit och de sju dvärgarna, och var Disneys andra långfilm. Från början var det tänkt att Disneys film Bambi skulle ha varit den andra, men eftersom produktionen av Pinocchio redan påbörjats fick den vänta med att släppas fram till 1942.
Filmen är den första produktion som karaktären Benjamin Syrsa medverkar i. Den ursprungliga rösten till honom gjordes av underhållaren Cliff Edwards, även känd som Ukulele Ike, som kom att reprisera rollen flera gånger, bland annat i filmen Pank och fågelfri som släpptes 1947.

### Mottagande
Filmen har en något mörkare atmosfär än många andra av Walt Disneys filmer, och innehåller många sekvenser som ansågs vara skrämmande för såväl barn som vuxna när filmen först kom ut, till exempel scenerna som utspelar sig på "Glädjeön", där pojkar förvandlas till åsnor för att sedan säljas till arbete i saltgruvor, och jakten på valen "Monstro".
Geppettos katt Figaro fick 1943 en egen film; Figaro och Cleo.
Sedan 1994 är filmen en av titlarna i National Film Registry.

### Musik
Filmens ledmotiv är sången "Ser du stjärnan i det blå?", som sjungs av Benjamin Syrsa. Den är även känd i Sverige från SVT:s julprogram Kalle Anka och hans vänner önskar God Jul varje julafton. Dock heter sången "När en önskestjärna tänds" i originaldubbningen. Sången vann en Oscar för bästa sång samma år som filmen hade premiär, och valdes 2004 av American Film Institute till deras lista AFI's 100 Years...100 Songs där sången hamnade på plats 7.
Bland andra sånger i filmen finns "Inga band kan binda mig/Som trådlös är man fri" (engelskspråkig originaltitel: "I've Got No Strings") och "Bara vissla/Börja bara vissla" ("Give a Little Whistle").

## Rollista (i urval)
Två svenska dubbningar har gjorts av filmen, en originaldubbning från 1941 i regi av Per-Axel Branner som visats på bio och givits ut på hyr-VHS 1987, och en nydubbning från 1995 i regi av Monica Forsberg som givits ut på VHS och DVD.
| Figur                      | Originalröst   | Svensk röst (1941)                                               | Svensk röst (1995)                                                 |
| -------------------------- | -------------- | ---------------------------------------------------------------- | ------------------------------------------------------------------ |
| Pinocchio                  | Dickie Jones   | Inga Tidblad                                                     | Johan Halldén                                                      |
| Benjamin Syrsa (tal)       | Cliff Edwards  | Torsten Winge                                                    | Jan Modin                                                          |
| Benjamin Syrsa (sång)      | Cliff Edwards  |                                                                  | Bertil Engh                                                        |
| Geppetto                   | Christian Rub  | Carl-Gunnar Wingård                                              | John Harryson                                                      |
| Redlige John / Ärlige John | Walter Catlett | Georg Funkquist                                                  | Bo Maniette                                                        |
| Stromboli                  | Charles Judels | Benkt-Åke Benktsson                                              | Stephan Karlsén                                                    |
| Kusken                     | Charles Judels | Benkt-Åke Benktsson                                              | Jan Modin                                                          |
| Den blå fen                | Evelyn Venable | Anna Lindahl                                                     | Jasmine Wigartz                                                    |
| Lampis                     | Frankie Darro  | Håkan Westergren                                                 | Samuel Elers-Svensson                                              |
| Alexander                  | Dickie Jones   | Ingrid Borthen                                                   |                                                                    |
| Övriga röster              |                | Björn Frisell                                                    | Monica Forsberg Anders Öjebo Jan Modin Hasse Andersson Bertil Engh |
| Kör                        |                | Lisbeth Bodin Inga Gentzel Anna-Lisa Cronström Wiggerskvartetten | Nina Alfredsson Liza Öhman Bertil Engh                             |

1. ↑  "Redlige John" heter "Ärlige John" i dubbningen år 1995.

Svensk version från 1941
- Regi – Per-Axel Branner
- Översättning och sångtexter – Nils Bohman
- Tekniker – Emil A. Lingheim[12]

Svensk version 1995
- Regi – Monica Forsberg
- Översättning – Mats Wänblad
- Sångtexter – S.S. Wilson ("Ser du stjärnan i det blå?" och "Lilla lekkamrat"), Mats Wänblad (Alla övriga sånger)
- Tekniker – Daniel Bergfalk, Anders Öjebo, Thomas Banestål
- Kreativ ledning – Kirsten Saabye
- Svensk version producerad av Disney Character Voices International, Inc.[12]

## Svenska premiärer
- 3 februari 1941 – svensk biopremiär, på biografen China i Stockholm[14]
- 26 december 1954 – nypremiär, på biografen Regina i Stockholm[15]
- 17 augusti 1968 – nypremiär, på biografen Rita i Stockholm[16]
- 18 mars 1978 – nypremiär, på biografen Spegeln[17]
- november 1987 – hyrvideopremiär[18]
- hösten 1995 – köpvideopremiär[10]
- 2000 – premiär på DVD[19]
- 2003 – nypremiär på DVD[19]
- 2009 – nypremiär på DVD, samt premiär på Blu-ray[19]